# Капгер, Иван Христианович
Иван Христианович Капгер (1806—1867) — русский военный юрист, сенатор, тайный советник. Старший брат генерал-лейтенанта А. Х. Капгера.

## Биография
Его отец Иоганн Христианович Капгер прибыл в Россию из Мекленбурга в 1795 году; учился в Санкт-Петербургской медико-хирургической академии, по окончании которой был назначен врачом в Петербургский университет. Семья была большая — 8 детей, сыновья: Иван, Александр, Адольф, Густав, Эдуард. Сестра Антонина в 1-м браке была замужем за титулярным советником Ловейко, во 2-м — за П. Л. Лавровым.
Иван Капгер родился 30 июня (12 июля) 1806 года.
Первоначально обучался в Благородном пансионе, с 1817 года — в Царскосельском лицее, который окончил в 1823 году и был определён в комиссию составления законов, в 1826 году перешёл во II отделение Собственной Его Величества канцелярии. В 1830-х годах участвовал в составлении свода местных законов остзейских губерний.
В 1841 году был назначен обер-прокурором V департамента Сената, в мае 1842 года — членом комитета в обществе попечительства о тюрьмах; ревизовал тюрьмы в Москве, и кроме того производство дел в московском и петербургском коммерческих судах. 
С 21 мая 1839 года — действительный статский советник, с 13 сентября 1851 года — тайный советник и сенатор.
В 1852 году И. Х. Капгеру была поручена редакция Военно-уголовного устава, который надо было привести в соответствие с новой (1845) редакцией Уложения о наказаниях. Капгер работал над проектом устава в течение пяти лет. Его итоговый труд представлял полный уголовный кодекс, касающийся не только воинских преступлений, но и общих. Капгер предложил поправки ко многим статьям уложения, например, по вопросу о наказуемости участников преступления, о влиянии опьянения на наказуемость и прочее. Система формальной самостоятельности военно-уголовного законодательства впоследствии была отвергнута; признано было также неуместным в специальном кодексе исправлять недостатки общего, по вопросам, не имеющим специального характера. Ввиду отмены в 1863 году шпицрутенов и ограничения наказания розгами Капгеру пришлось проект переработать. В 1864 году переработанный проект был внесен на рассмотрение военно-кодификационной комиссии, которая решила, что Воинский Устав о наказаниях должен заключать в себе лишь изъятия, с соблюдением которых военнослужащие подлежат действию общих законов. Дальнейшее движение проекта прошло уже без непосредственного участия Капгера. Не меньшее участие принимал Капгер и в составлении воинского дисциплинарного устава.
Был женат с 7 апреля 1839 года на дочери статс-секретаря М. А. Балугьянского, Александре (14.4.1808—22.4.1877). Сыновья: Михаил, Николай, Сергей; дочери: Софья — замужем за бароном Н. Н. Медемом, Александра (1845—1917) — за председателем совета министров И. Л. Горемыкиным.
Умер 25 мая (6 июня) 1867 года. Похоронен на Смоленском лютеранском кладбище.